# モノチス
モノチスあるいはモノティス（Monotis）は中生代後期三畳紀ノーリアンの海に生息していた二枚貝の絶滅分類群。

## 概要
普通の二枚貝の形をしているが、二枚の殻は対称ではなく、左殻は凸、右殻は平らになっている。
大きさは、5cmから10cm程度のものが多い。

## 本体の性質
標本が得やすいにもかかわらず、生態は不明な点が多い。殻が大変薄いこと、ほとんど同一種が大量に産出すること、現地性の産状が知られていないこと、現生種にこれと似た種がいないことなどから、その生態を示す直接的な証拠は少ない。足糸によって海藻などの固形物に付着して生活していたと考えられている。

## 殻の構造
殻は0.5mm程度と、大変薄く、放射状の筋を有するのが特徴である。足糸孔は小さいが深い。小耳は斜め前方に出ている。

## 示準化石
広く大量に産出するため、三畳紀後期の示準化石としてよく利用される。